# Viscount Brackley

Wappen der Viscounts Brackley

Viscount Brackley, of Brackley in the County of Northampton, ist ein erblicher britischer Adelstitel, der je einmal in der Peerage of England und in der Peerage of the United Kingdom verliehen wurde.

## Verleihungen
Erstmals wurde der Titel am 7. November 1616 für den Lordkanzler Thomas Egerton, 1. Baron Ellesmere, geschaffen. Diesem war bereits am 21. Juli 1603 der fortan nachgeordnete Titel Baron Ellesmere, of Ellesmere in the County of Shrewsbury, verliehen worden. Sein Sohn, der 2. Viscount, wurde 1617 auch zum Earl of Bridgewater erhoben. Die Viscountcy und die Baronie waren fortan ein nachgeordnete Titel des jeweiligen Earls, bis alle drei schließlich beim kinderlosen Tod des 8. Earls am 11. Februar 1829 erloschen.
In zweiter Verleihung wurde der Titel am 6. Juli 1846 in der Peerage of the United Kingdom für den Unterhausabgeordneten Lord Francis Egerton, als nachgeordneter Titel zum gleichzeitig verliehenen Titel Earl of Ellesmere geschaffen. Egerton war der jüngste Sohn des George Leveson-Gower, 1. Duke of Sutherland. Über seine Großmutter väterlicherseits war er ein Urenkel des Scroop Egerton, 1. Duke of Bridgewater, und hatte 1833 dessen Familiennamen und Wappen angenommen. Sein Ururenkel, der 5. Earl, erbte 1963 auch den Titel 6. Duke of Sutherland. Das Earldom und die Viscountcy sind seither nachgeordnete Titel des jeweiligen Dukes.

## Liste der Viscount Brackley

### Viscount Brackley, erste Verleihung (1616)
- Thomas Egerton, 1. Viscount Brackley (1540–1617)
- John Egerton, 1. Earl of Bridgewater, 2. Viscount Brackley (1579–1649)
- John Egerton, 2. Earl of Bridgewater, 3. Viscount Brackley (1623–1686)
- John Egerton, 3. Earl of Bridgewater, 4. Viscount Brackley (1646–1701)
- Scroop Egerton, 1. Duke of Bridgewater, 5. Viscount Brackley (1681–1745)
- John Egerton, 2. Duke of Bridgewater, 6. Viscount Brackley (1727–1748)
- Francis Egerton, 3. Duke of Bridgewater, 7. Viscount Brackley (1736–1803)
- John Egerton, 7. Earl of Bridgewater, 8. Viscount Brackley (1753–1823)
- Francis Egerton, 8. Earl of Bridgewater, 9. Viscount Brackley (1756–1829)

### Viscount Brackley, zweite Verleihung (1846)
- Francis Egerton, 1. Earl of Ellesmere, 1. Viscount Brackley (1800–1857)
- George Egerton, 2. Earl of Ellesmere, 2. Viscount Brackley (1823–1862)
- Francis Egerton, 3. Earl of Ellesmere, 3. Viscount Brackley (1847–1914)
- John Egerton, 4. Earl of Ellesmere, 4. Viscount Brackley (1872–1944)
- John Egerton, 6. Duke of Sutherland, 5. Viscount Brackley (1915–2000)
- Francis Egerton, 7. Duke of Sutherland, 6. Viscount Brackley (* 1940)

Titelerbe (Heir apparent) ist der älteste Sohn des aktuellen Titelinhabers, James Egerton, Marquess of Stafford (* 1975).